# Spathius elaboratus
Spathius elaboratus är en stekelart som beskrevs av Wilkinson 1931. Spathius elaboratus ingår i släktet Spathius och familjen bracksteklar. Utöver nominatformen finns också underarten S. e. verbeeki.